# The Testament of Ann Lee
The Testament of Ann Lee (auch kurz Ann Lee) ist ein historisches Musicaldrama von Mona Fastvold. Bei dem im England des 18. Jahrhunderts spielenden Film mit Amanda Seyfried in der Titelrolle und Thomasin McKenzie, Lewis Pullman, Christopher Abbott und Tim Blake Nelson in weiteren Hauptrollen handelt sich um eine „epische Fabel“ über eine religiöse Führerin namens Ann Lee, die Gründerin der Shaker-Bewegung, die von ihren Anhängern als „weiblicher Christus“ bezeichnet wird. Der Film soll Anfang September 2025 bei den Internationalen Filmfestspielen von Venedig seine Premiere feiern, wo er im Hauptwettbewerb um den Goldenen Löwen gezeigt wird. Im September 2025 soll er beim Toronto International Film Festival vorgestellt werden.

## Handlung
Im 18. Jahrhundert in England. Ann Lee ist die Gründerin der Shaker-Bewegung und versucht eine utopische Gesellschaft aufzubauen. Sie wird von ihren Anhängern als „weiblicher Christus“ bezeichnet.

## Produktion

### Filmstab
Regie führte die Norwegerin Mona Fastvold, die gemeinsam mit ihrem Lebenspartner, dem US-Amerikaner Brady Corbet, auch das Drehbuch schrieb. Sie arbeiteten bereits für Der Brutalist zusammen und treten gemeinsam mit Joshua Horsfield, Gregory Jankilevitsch, Mark Lampert, Lillian LaSalle, Viktória Petrányi und Klaudia Smieja auch als Produzenten von Ann Lee in Erscheinung. Filmeditorin Sofía Subercaseaux war zuletzt für den Thriller The Devil All the Time von Antonio Campos und die Filme El Conde und Maria von Pablo Larraín tätig.

### Besetzung und Dreharbeiten

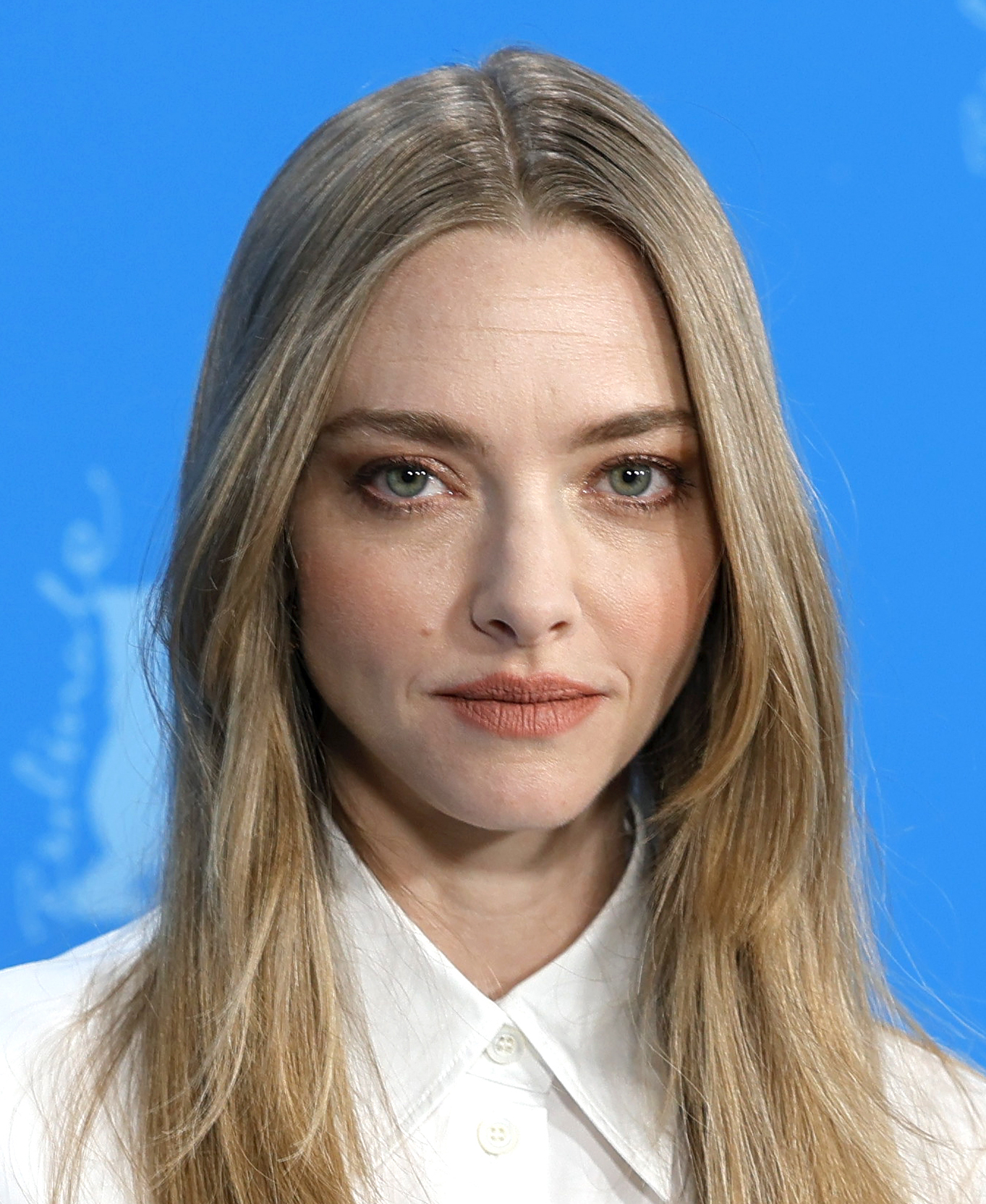
Amanda Seyfried spielt in der Titelrolle die Anführerin der Shaker-Bewegung Ann Lee

Amanda Seyfried spielt in der Titelrolle die Anführerin der Shaker-Bewegung Ann Lee. Christopher Abbott spielt Abraham, mit dem sie zu einer Heirat gezwungen wird. Weitere Hauptrollen besetzte Fastvold mit Thomasin McKenzie, Lewis Pullman, Tim Blake Nelson und Stacy Martin. Das Casting übernahm Isabella Odoffin.	
Die Dreharbeiten fanden in Budapest und Göteborg statt und wurden Mitte Dezember 2024 beendet. Als Kameramann fungierte William Rexer, der zuletzt für Filme wie Millers in Marriage und Fernsehserien wie Hunters, Cheer Up, The Crowned Room und Before tätig war.

### Filmmusik, Marketing und Veröffentlichung
Die Filmmusik komponiert der Brite Daniel Blumberg, mit dem Fastvold und Corbet bereits für Der Brutalist zusammenarbeiteten.
Erstes Bildmaterial wurde im Juli 2025 vorgestellt. Die Premiere des Films ist am 1. September 2025 bei den Internationalen Filmfestspielen von Venedig geplant, wo er im Hauptwettbewerb um den Goldenen Löwen gezeigt wird. Im September 2025 soll der Film beim Toronto International Film Festival vorgestellt werden.

## Auszeichnungen
Internationale Filmfestspiele von Venedig 2025
- Nominierung für den Goldenen Löwen